# Artigas megye
Artigas  egy megye Uruguayban. A fővárosa Artigas . 1884-ben  jött létre Salto megye egy részéből.

## Földrajz
Az ország északi részén található. Megyeszékhely: Artigas 

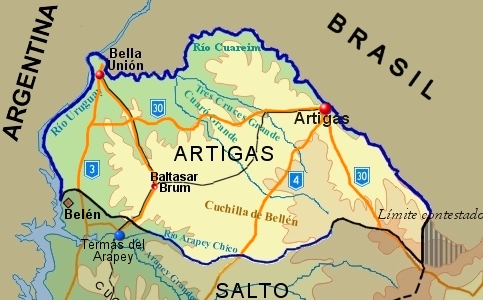
Artigas megye topográfiai térképe

Az Artigas határain belül két fő geostrukturális terület található:
- A központi és keleti terület, amely magában foglal egy bazaltos cuesta és néhány üledékes síkságot a Cuareim folyó közelében. A térségben vannak olyan hegyek is, mint a Cuchilla de Belén.
- A nyugati terület, amely keskeny alluviális síkságból áll.

Az Artigas Tanszék átlaghőmérséklete a legmagasabb az egész országban (több mint 19 °C vagy 66 °F, és nyáron akár 47 °C-ra, vagy 116 °F-ra emelkedhet). Tehát a csapadékmennyiség (akár évi 1400 mm-re).

## Gazdasága
Artigas megye egyedülálló éghajlati viszonyai lehetővé tették egy fontos agro-ipari központ kialakítását Bella Unión város környékén. Többféle növényt ültetnek, nevezetesen gyümölcsöket és zöldségeket, cukornádot és rizst. A megye többi részében a fő gazdasági tevékenység az állattenyésztés.
Félig értékes drágaköveket, például achátokat és ametiszteket is találnak a megye egyes részein, és egy egész ágazat nőtt fel a kitermelésből és a gyártásból, különösen a székhely, Artigas közelében.
A megye Brazíliához való közelsége lehetővé tette a kereskedelem fontos áthaladását, de sajnos ez általában kedvezőtlen az uruguayi gazdasági érdekek szempontjából. Ez azonban részben ellensúlyozza azt a tényt, hogy az egy főre eső jövedelem az ország legalacsonyabb, és a szegénységben élő háztartások aránya a legmagasabb az országban (a lakosság 13,19%-a).

## Történelem
Nevét José Artigasról (1764-1850), a függetlenségi háború hőséről kapta.